# کلی مک‌کری
کلی مک‌کری (به انگلیسی: Kelly McCreary) (زاده ۲۹ سپتامبر ۱۹۸۱) بازیگرآمریکایی است.
از فیلم‌های معروف او می‌توان به بازی در مجموعه تلویزیونی آناتومی گری اشاره کرد.